# Werner Hübner
Werner Hübner (* 17. Juli 1931 in Jauer) ist ein ehemaliger Parteifunktionär (SED). Er war Generalmajor der NVA und Sektorenleiter im ZK der SED.

## Leben
Der Sohn eines Lackierers absolvierte nach dem Besuch der Grundschule von 1946 bis 1949 eine Berufsausbildung zum Maschinenschlosser. 1946 wurde er Mitglied der FDJ und der SED. Von 1949 bis 1951 besuchte er die Arbeiter-und-Bauern-Fakultät in Dresden und erwarb das Abitur. Von 1951 bis 1955 studierte er Geschichte an der Humboldt-Universität zu Berlin mit dem Abschluss als Oberstufenlehrer.
Seit 1955 war er als hauptamtlicher SED-Funktionär tätig. Er war zunächst als Instrukteur in der Abteilung Sicherheit des Zentralkomitees der SED beschäftigt. Am 11. Januar 1959 erfolgte sein Eintritt in die NVA. Im selben Jahr nahm er an einem Lehrgang an  der Politschule der NVA in Berlin-Treptow teil. Von 1960 bis 1964 studierte er an der KMU Leipzig und wurde zum Dr. phil. promoviert.  Von 1964 bis 1979 war er Leiter der Arbeitsgruppe Sozialistische Wehrerziehung beim ZK der SED. 1965 wurde er zum Oberst befördert. 1973 bis 1977 folgte eine Aspirantur am Militärgeschichtlichen Institut der DDR in Potsdam, wo er die B-Dissertation zum Dr. sc. phil. verteidigte. Von 1979 bis 1990 war er schließlich Leiter des Sektors Militärpolitik in der Abteilung Sicherheitsfragen des ZK der SED. Am 1. März 1987 wurde er zum Generalmajor ernannt und am 26. Oktober 1987 zum Mitglied des Wissenschaftlichen Rates für Friedensforschung an der Akademie der Wissenschaften der DDR berufen. Am 31. Juli 1990 wurde er aus der NVA entlassen.

## Auszeichnungen
- 1974 Vaterländischer Verdienstorden in Silber und 1987 in Gold
- 1976 Medaille „Für hervorragende propagandistische Leistungen“
- Kampforden „Für Verdienste um Volk und Vaterland“ in Gold